# Дяків Фома
Дяків Фома Якич (1865, Вербіж — після 1938) — галицький громадський діяч, належав до москвофільского напрямку.

## Життєпис
Фома Дяків народився у селі Вербіж, де прожив майже все життя. Після закінчення школи брав активну участь у громадському русі на боці москвофільської партії, його зусиллями у Вербіжі було відкрито читальню товариства імени Качковського, а також кооператив. У 1901 році брав участь у місцевих виборах, але зняв свою кандидатуру після сутичок з політичними противниками.
Восени 1914 року Фому Дяківа було заарештовано разом з деякими іншими діячами «Русско-народной партії» та звинувачено у державній зраді. Як і інші обвинувачені Дяків не визнав себе винним, але був засуджений до смертної кари, але після втручання іспанського короля смертний вирок було замінено на довічне ув'язнення. Фома Дяків відбував покарання до весни 1917 року, коли новий імператор оголосив амністію, після чого повернувся до Вербіжа, де прожив до кінця свого життя.
Фома Дяків продовжував громадську діяльність і після встановлення на Галичині польської влади, відродивши відділення товариства імені Качковського в Вербіжі, листуючись з громадськими діячами краю москвофільского напрямку. Відкриті листі до громадських організацій він зазвичай підписував словами «Фома Дяків, австрійській шибеник» . Остання звістка про нього припадає на 1937 рік, коли він надіслав привітання з'їзду прихильників москвофільского руху в місті Сянок. Подальша доля Фоми Дяківа невідома.